# 乌韦·梅塞施密特
乌韦·梅塞施密特（德語：Uwe Messerschmidt，1962年1月22日—），德国男子自行车运动员。他曾代表西德参加1984年和1988年夏季奥林匹克运动会自行车比赛，其中1984年奥运会获得一枚银牌。